# 3564 Talthybius
3564 Talthybius è un asteroide troiano di Giove del campo greco del diametro medio di circa 68,92 km. Scoperto nel 1985, presenta un'orbita caratterizzata da un semiasse maggiore pari a 5,2031989 UA e da un'eccentricità di 0,0400772, inclinata di 15,50767° rispetto all'eclittica.
L'asteroide è dedicato a Taltibio, messaggero di Agamennone.